# Église Saint-Pierre-et-Saint-Paul de Grand-Brassac
Pour les articles homonymes, voir Église Saint-Pierre-et-Saint-Paul.
L'église Saint-Pierre-et-Saint-Paul est une église catholique située à Grand-Brassac, en France.
Elle fait l'objet d'une protection au titre des monuments historiques.

## Localisation
L'église Saint-Pierre-et-Saint-Paul est située en région Nouvelle-Aquitaine, dans le département français de la Dordogne, au centre du village de Grand-Brassac.

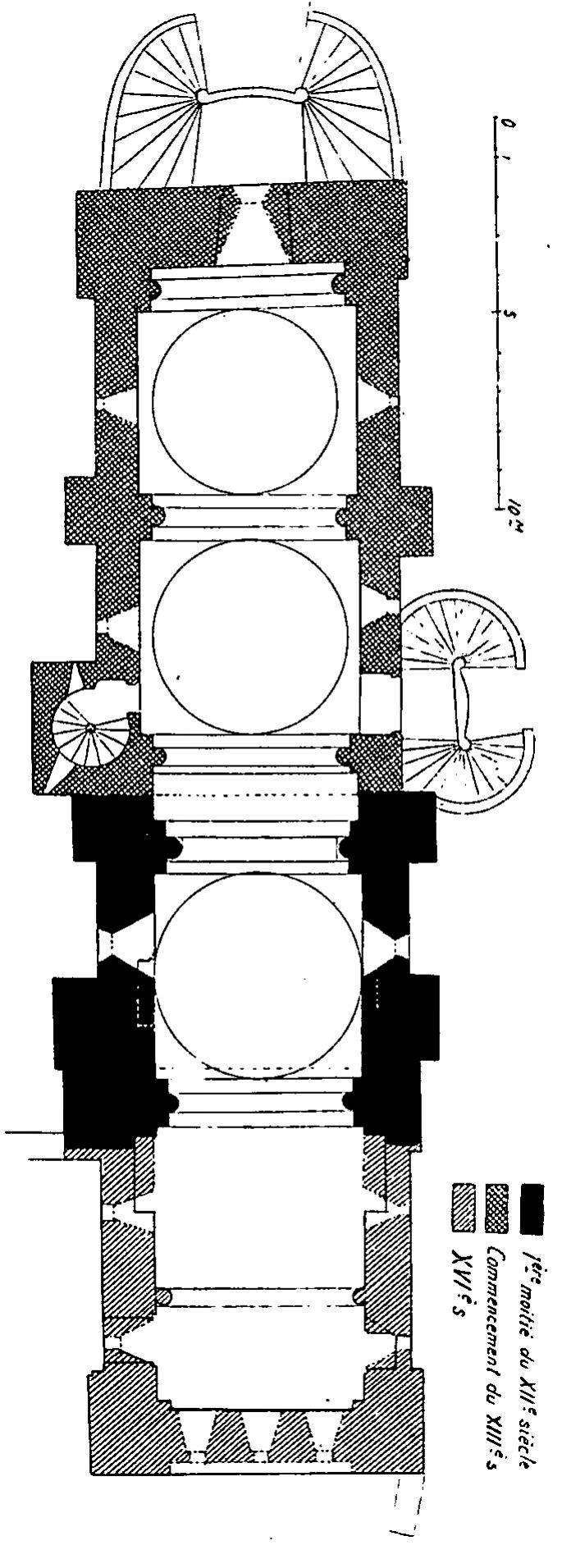
Plan de l'église
Congrès archéologique de France (1927).

## Historique
La construction de cette église fortifiée commence vers 1140 et s'achève au XIIIe siècle. Assaillie à plusieurs reprises lors de la guerre de Cent Ans puis lors des  guerres de Religion, elle sert de refuge aux habitants sans jamais tomber aux mains de l'ennemi.
L'édifice est classé au titre des monuments historiques en 1885.

## Architecture et mobilier
En forme de grand rectangle allongé de direction est-ouest, l'édifice présente de hauts murs aveugles surmontés de créneaux. Au centre de l'église, le clocher carré massif  domine l'ensemble, et à l'ouest, une salle de garde et un chemin de ronde surplombent le portail.
Au nord, un portail gothique remarquable montre, parmi de nombreux autres reliefs, cinq sculptures polychromes classées au titre des monuments historiques en 1908.
Au niveau mobilier figurent également le tabernacle en bois du maître-autel, daté du XVIIe siècle, classé en 1972, et un tableau-reliquaire classé en 1908.

## Galerie de photos

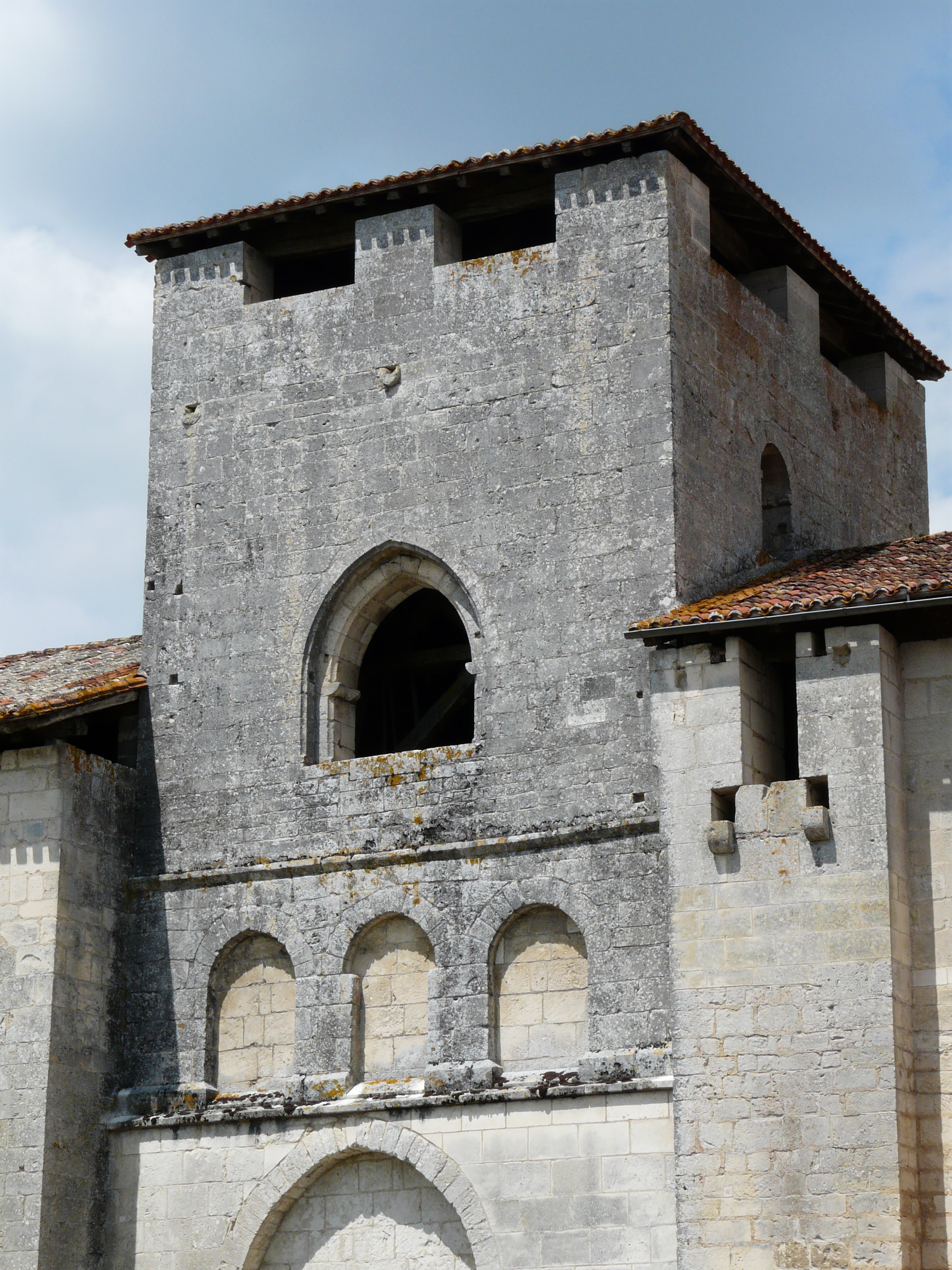
Le clocher fortifié.
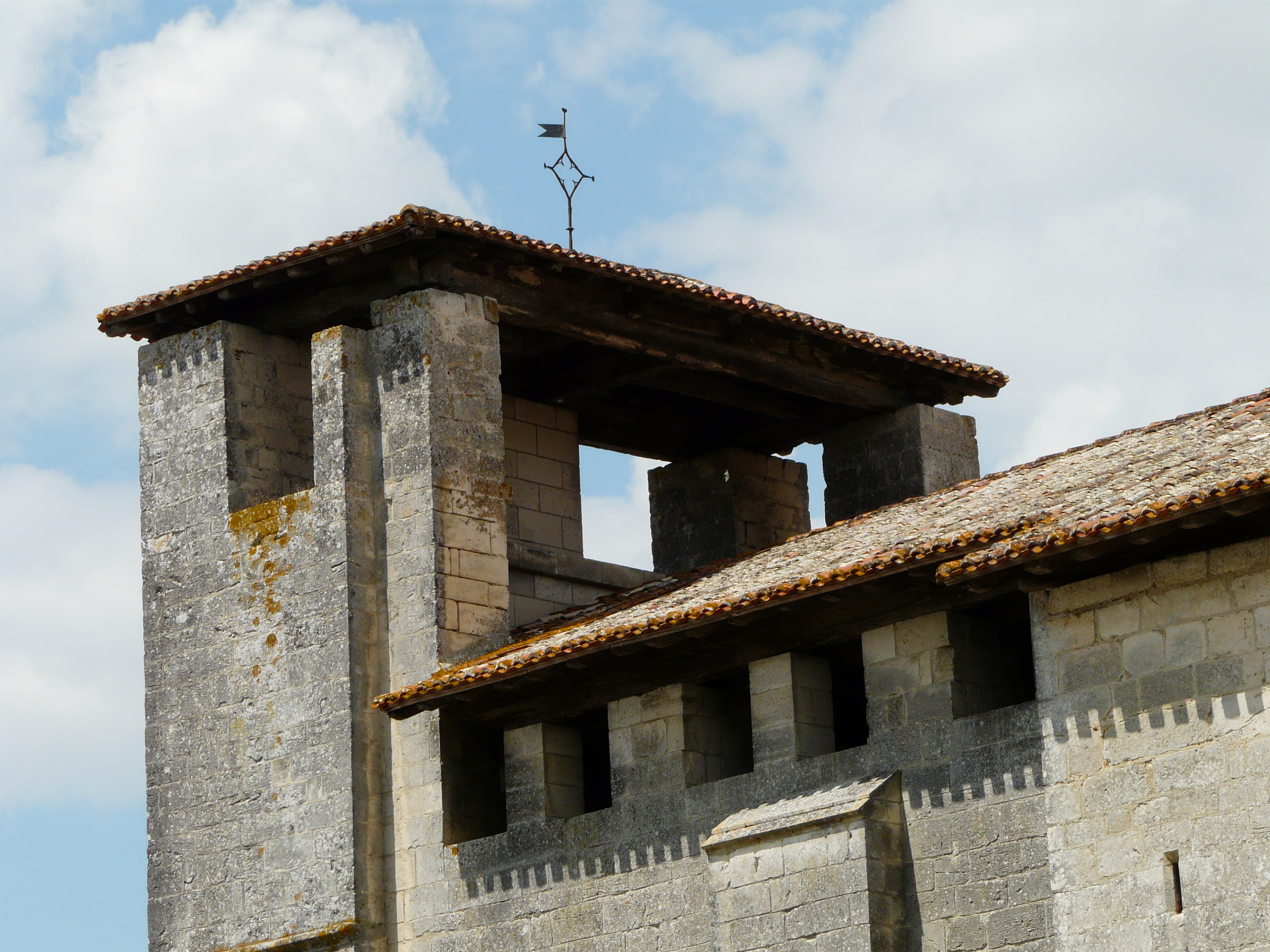
La chambre de défense ouest.
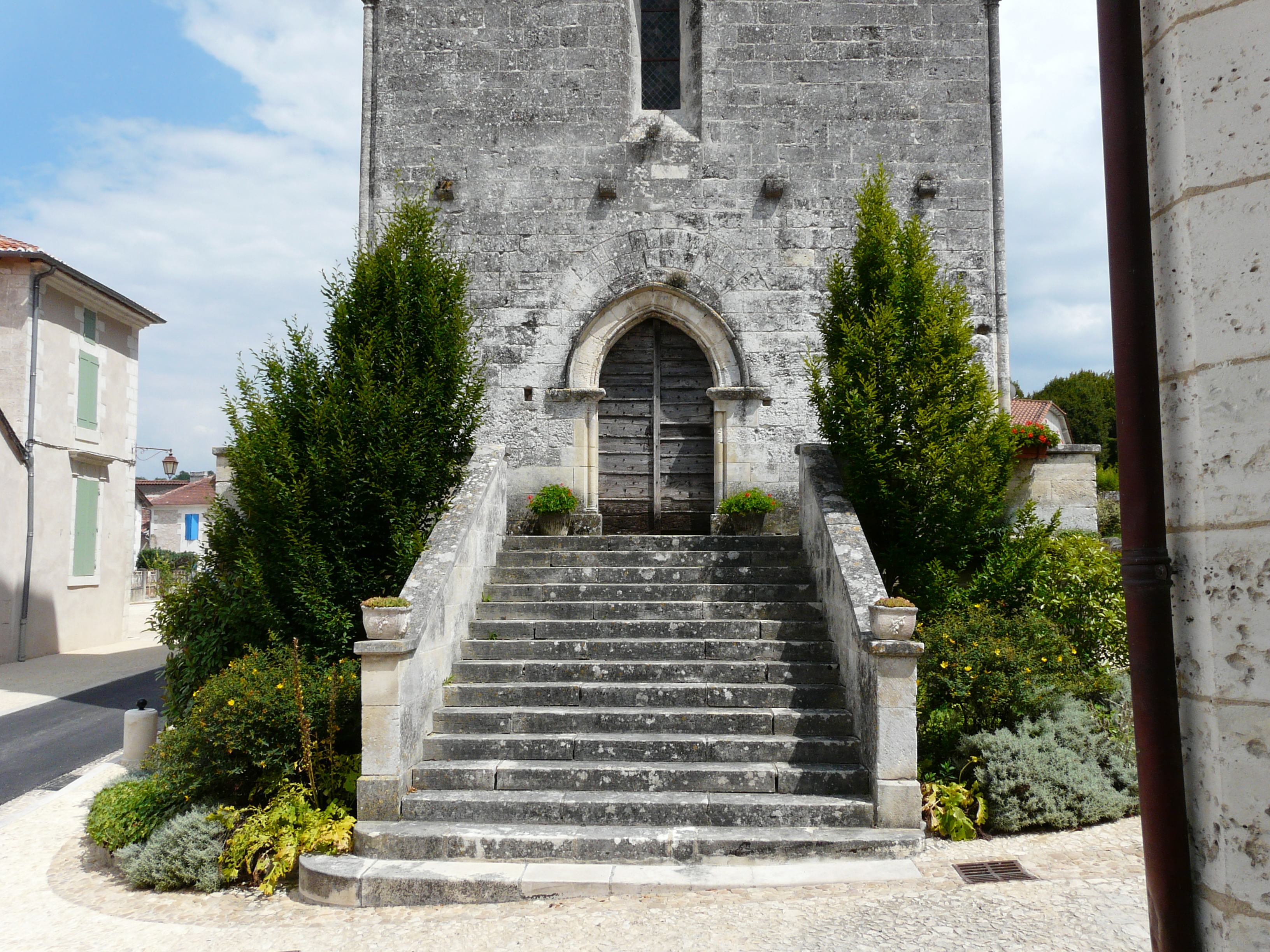
Le portail ouest.
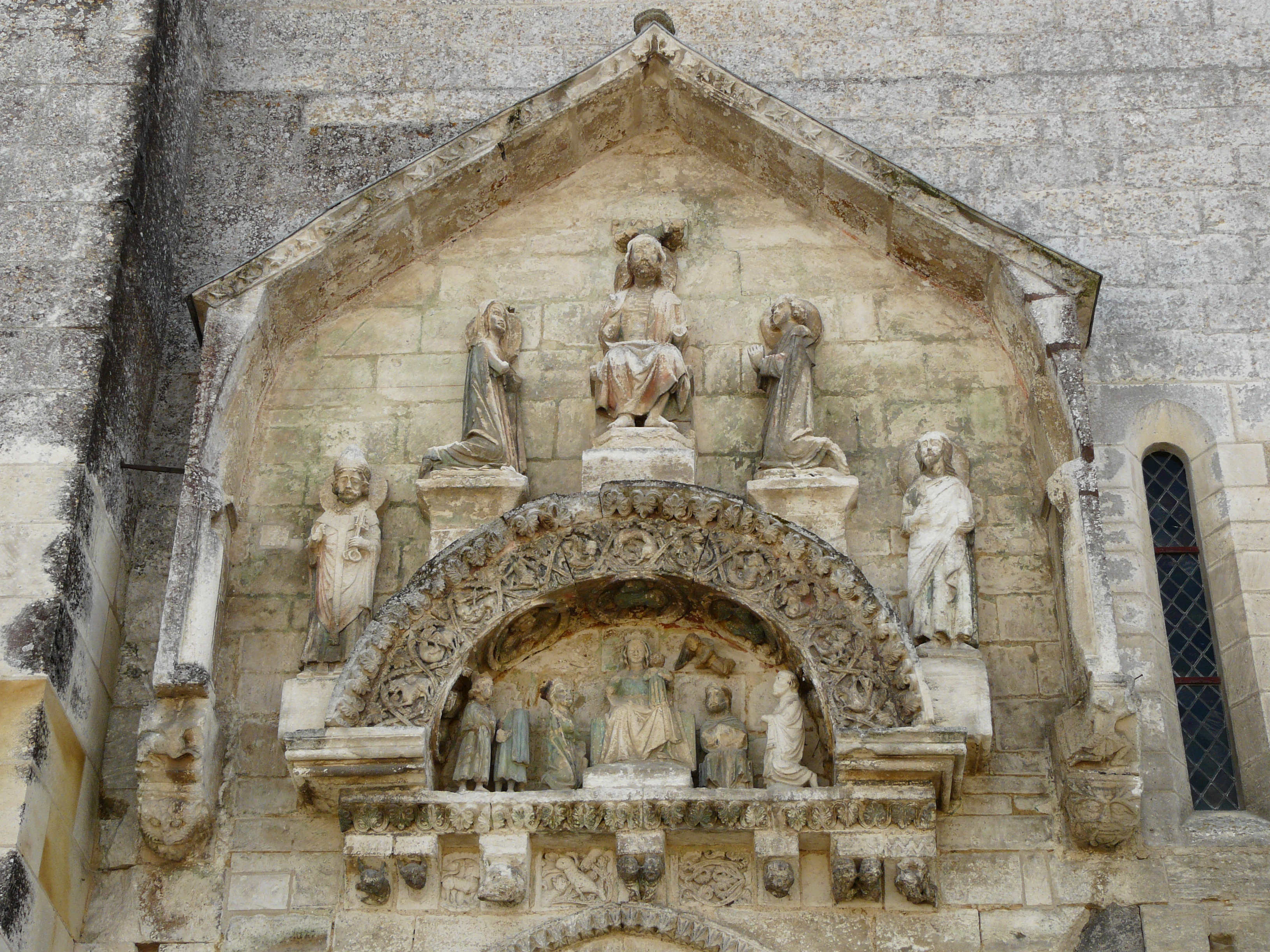
Les sculptures du portail nord.
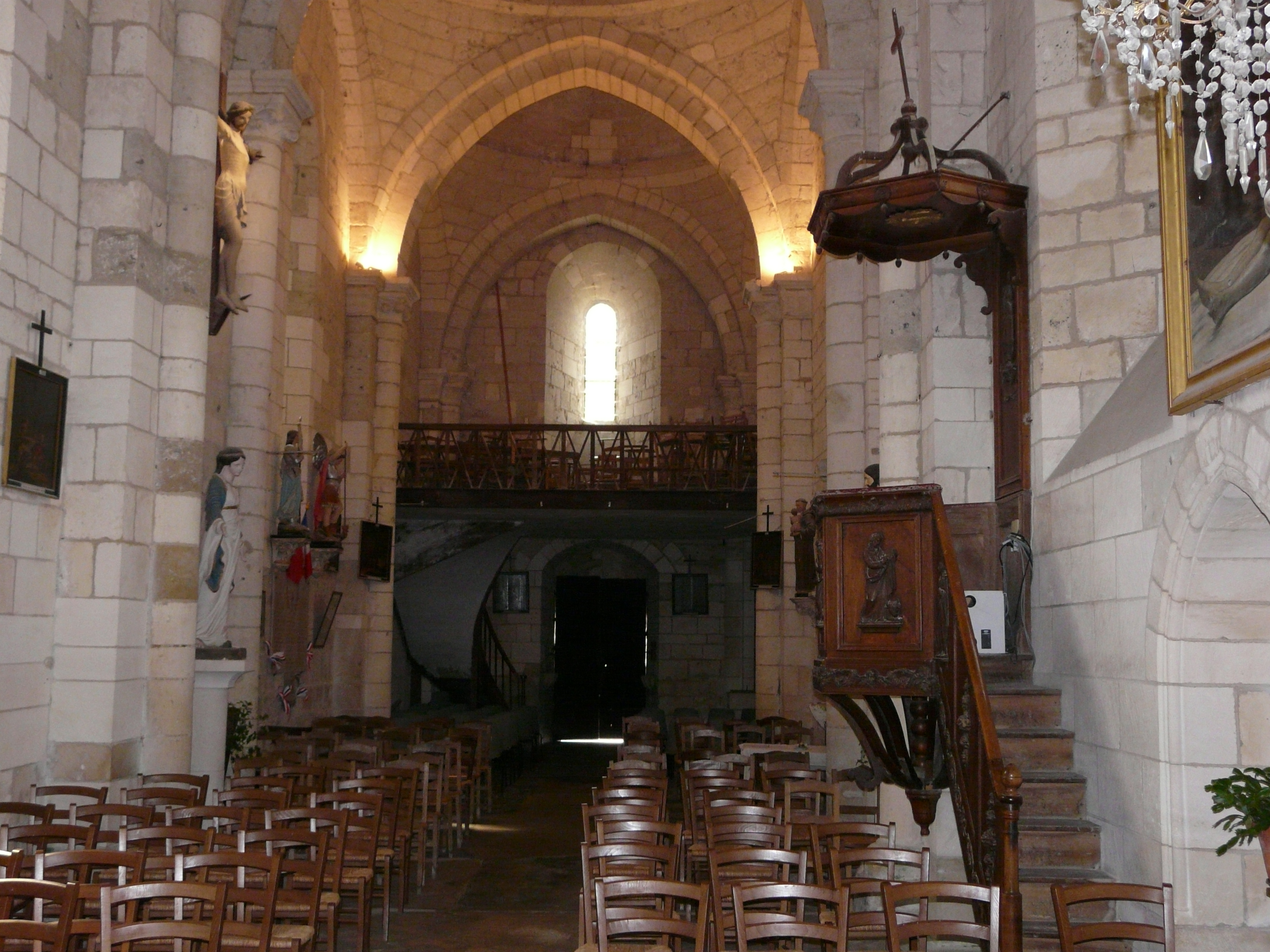
La nef et la tribune.
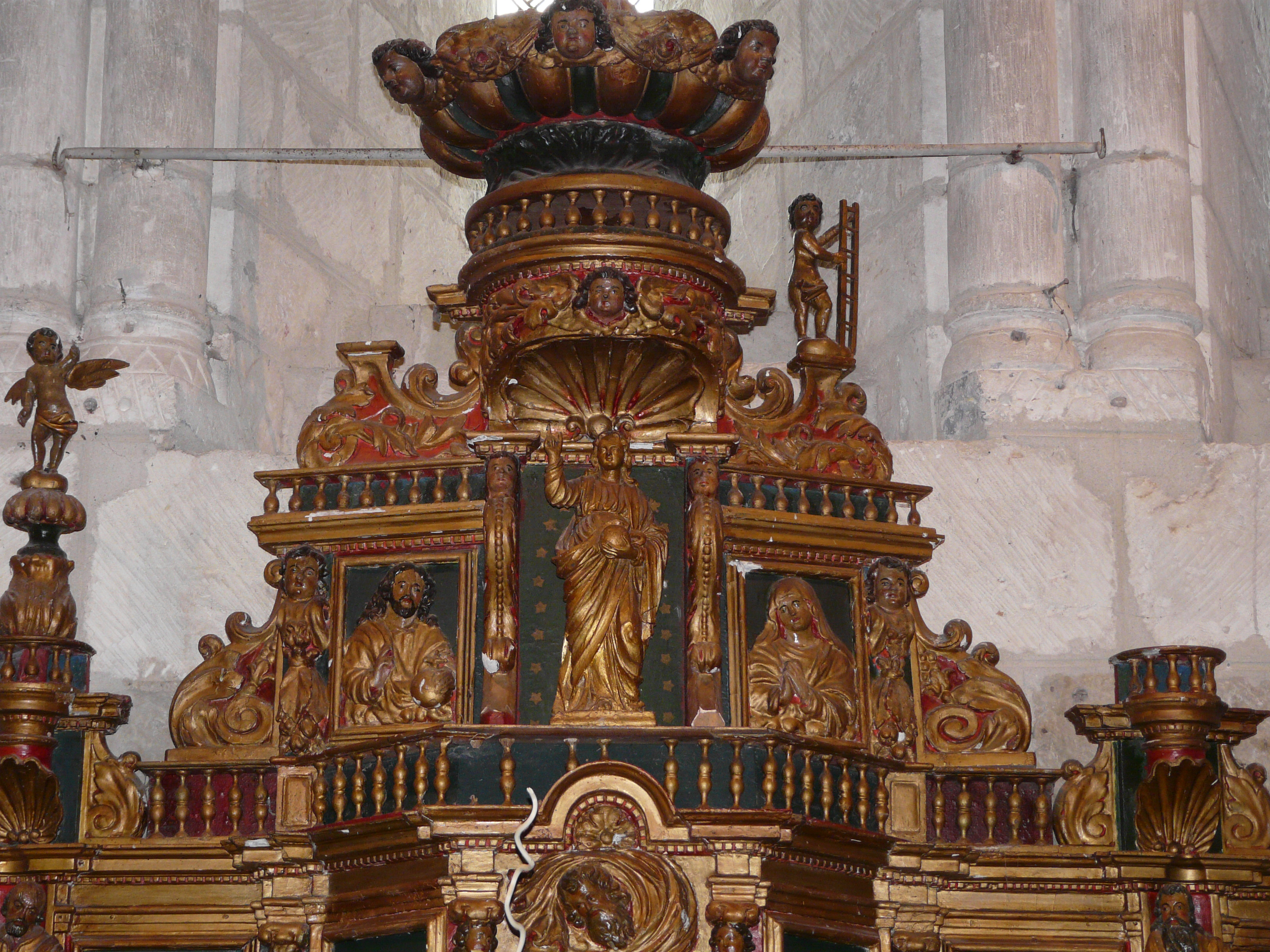
Détail du tabernacle.